# Mark Andrews
Mark Andrews, född 19 maj 1926 i Cass County, North Dakota, död 3 oktober 2020 i Fargo, North Dakota, var en amerikansk republikansk politiker. Han representerade delstaten North Dakota i båda kamrarna av USA:s kongress, först i representanthuset 1963–1981 och sedan i senaten 1981–1987.
Andrews tjänstgjorde i USA:s armé 1944–1946. Han utexaminerades 1949 från North Dakota State University och var sedan verksam som jordbrukare.
Kongressledamoten Hjalmar Carl Nygaard avled 1963 i ämbetet och efterträddes av Andrews. Senator Milton Young kandiderade inte till omval i senatsvalet 1980. Andrews vann valet med 70% av rösterna. Han kandiderade sex år senare till omval men besegrades av utmanaren Kent Conrad.